# Константій Симонолевич
Константій Симонолевич, гербу Болти (пол. Konstanty Symonolewicz; 23 жовтня 1884, Мизинівка — 5 лютого 1952, Полчин-Здруй) — російський і польський сходознавець, синолог, дипломат і публіцист.

## Біографія
Син Юзефа Симонолевича та Луції, уродженої Бродович. Закінчив факультет східних мов Санкт-Петербурзького університету (1908). Працював у російській закордонній службі, де обіймав, серед інших посад, посаду чиновника в місії в Пекіні (1912), лектора в Китайсько-російському інституті там же та чиновника в консульстві в Ціцікарі (1913—1920). Потім він вступив на польську дипломатичну службу, де йому були доручені серед іншого такі функції:
- секретар консульства, віцеконсул, консул, заступник делегата Республіки Польща в Китаї з базою в Харбіні (1920—1930);
- голова польської делегації в Харбіні, фактичний голова консульства в Харбіні (1928—1930);
- голова Генерального консульства в Мінську (1930—1932);
- радник у посольстві в Москві (1933).

Після цього він зайнявся журналістикою, читав лекції в Інституті комерційних та сходознавчих досліджень у Варшаві. Брав участь у Варшавському повстанні (1944). Після Другої світової війни він обіймав посаду тимчасового повіреного у справах Польської Народної Республіки в Нанкіні (1948—1949).
Похований на міському кладовищі в Полчині-Здруй (сектор XXVIII-34-5795).

## Нагороди
- Срібний хрест Заслуги (5 лютого 1929)[5]
- Медаль «Десятиліття здобутої незалежності»